# Ślązacy
Ślązacy (śl. Ślōnzŏki, Hanysi śl-niem. Schläsinger, cz. Slezané, niem. Schlesier) – określenie grupy ludności urodzonej i mieszkającej na Śląsku. Termin ten ma w literaturze historycznej i etnograficznej szerokie i często odmienne znaczenie. Obecnie pod pojęciem Ślązaków rozumie się:
1. Ślązacy – osoby należące do zespołu grup etnograficznych ludności polskiej, zamieszkujących głównie Górny Śląsk[5], obejmujący takie grupy jak: Bytomiacy, Górale śląscy, Górzanie, Krawaki, Lachy śląskie, Opolanie, Raciborzanie, Wałasi[6]. Posługują się oni zespołem śląskich gwar lub dialektów języka polskiego o różnym zakresie wpływów języków niemieckiego i czeskiego. Grupy te rozwinęły bogatą kulturę, odrębną od sąsiednich regionów. Zachowując poczucie pewnej odrębności kulturalnej i językowej podobnie jak inne grupy etniczne Polski, deklarują narodowość polską.
2. Ślązacy – osoby deklarujące odrębność narodową od Polaków, Czechów i Niemców (lub częściową odrębność deklarując śląskość i jednocześnie np. polskość lub niemieckość, z możliwością deklarowania dwóch narodowości), niekiedy traktujące mowę śląską jako odrębny język. Większość osób deklarujących narodowość śląską mieszka na Górnym Śląsku – w środkowej części województwa śląskiego, wschodniej części województwa opolskiego[7], jak również w Czechach. Narodowość ta nie jest uznawana prawnie przez Polskę[a][8] i Czechy[9][10]. Jednakże w oficjalnych wynikach spisów ludności w tych krajach zadeklarowało ją 847 tys. obywateli polskich, z czego 370 tys. tylko śląską, 430 tys. polsko-śląską, a pozostałe w małym stopniu z niemiecką i czeską[11] (spis statystyczny w 2011[12], w spisie z 2002 r. zadeklarowało ją 173 tys., z czego ponad 100 tys. polsko-śląską[13]) oraz 31,3 tys. osób (spis statystyczny w 2021[2]) w Czechach.
3. Ślązacy – osoby o wyraźnej polskiej tożsamości narodowej (Polacy), które mieszkają na Śląsku, ale ich przodkowie pochodzili z innych regionów Polski[potrzebny przypis]. Czują przywiązanie do regionu i kultury śląskiej, lecz dominuje wśród nich polszczyzna standardowa[potrzebny przypis].
4. Ślązacy – Niemcy zamieszkujący Śląsk w Polsce, Czechach oraz w Niemczech na terenach dawnej prowincji Dolny Śląsk (obecnie część krajów związkowych Saksonia i Brandenburgia) i prowincję Górny Śląsk, deklarujący narodowość niemiecką i posługujący się językiem niemieckim lub dialektem śląskim języka niemieckiego[14], a także osoby które w przeszłości wyemigrowały lub zostały wysiedlone, zachowując swą śląską tożsamość. Konstytucja Saksonii z 1992 zezwala na korzystanie z flagi i herbu Dolnego Śląska (równoprawnie z symbolami saskimi) na terenie śląskiej części kraju związkowego[15].
5. Ślązacy – mieszkańcy Śląska, niezależnie od identyfikacji etnicznej lub narodowej.

Przy omawianiu kultury, języka i podziału etnograficznego w dalszej części hasła ma się na myśli kulturę Ślązaków w rozumieniu pkt. 1 lub 2 powyższych definicji. Kultura Niemców dolnośląskich i górnośląskich, Polaków o słabej identyfikacji z kulturą śląską jest omówiona we właściwych tematycznie hasłach.

## Geografia
Obecnie autochtoni zamieszkują głównie tereny Górnego Śląska oraz Niemiec, jednak istnieją również emigracyjne skupiska w USA, w tym Panna Maria w Teksasie.

## Podział etnograficzny
| Grupa główna                                           | Podgrupy                                                                               | Obszar zamieszkiwania | Dialekty/gwary                                     |
| ------------------------------------------------------ | -------------------------------------------------------------------------------------- | --- | -------------------------------------------------- |
| Bytomiacy (Bytomjoki)                                  | –                                                                                      | Bytom | gwara bytomska                                     |
| Chwalimiacy (†)                                        | –                                                                                      | Chwalim | gwara chwalimska                                   |
| Górale czadeccy                                        | –                                                                                      | Słowacja, północne tereny powiatu Czadca | gwary czadeckie                                    |
| Górale śląscy (Gorole)                                 | Breniacy, Jabłonkowianie, Morawianie, Wiślanie                                         | pierwotnie tereny Beskidu Śląskiego i Beskidu Morawsko-Śląskiego w granicach dawnego Księstwa Cieszyńskiego                                                                         | gwara cieszyńska, gwara jabłonkowska               |
| Górzanie (Górarze)                                     | –                                                                                      | powiat gliwicki, powiat tarnogórski, osiedla miejsko-przemysłowe od Wzgórz Mikołowskich po Tarnowskie Góry, od Gliwic po Przemszę.                                                  | gwary gliwickie                                    |
| Jacki jabłonkowskie                                    | –                                                                                      | tylko Jabłonków (Śląsk Cieszyński, Czechy) | gwara jabłonkowska                                 |
| Lachy śląskie (Dólanie, Dolacy)                        | –                                                                                      | południowo-zachodni fragment powiatu wodzisławskiego i raciborskiego | gwary laskie, gwara cieszyńska                     |
| Morawcy (także Lachy)                                  | –                                                                                      | mieszkańcy pd. części Raciborskiego i Głubczyckiego po polskiej oraz Opawskiego i północno-wschodnich Moraw, po czeskiej stronie granicy. W Polsce i w Opawskiem (kraik hulczyński) | dialekt polsko-morawski – gwary laskie             |
| Opolanie                                               | Bajoki, Borosie, Goloki, Kobylorze, Krysioki, Leśnioki, Odrziki, Podlesioki, Zaodrzoki | Opolskie (Śląsk Opolski): powiat prudnicki, powiat kędzierzyńsko-kozielski, powiat brzeski, powiat opolski, powiat namysłowski, powiat strzelecki, powiat gliwicki                  | gwara opolska, dialekt Kobylorzy, gwary prudnickie |
| Raciborzanie, Krawaki, grupa pszczyńsko-rybnicka       | Raciborzanie, Krawaki, grupa pszczyńsko-rybnicka                                       | obszar nad Górną Odrą, w okolicach Raciborza | ?                                                  |
| Wałasi (Wałachowie)                                    | grupa wschodnia (cieszyńska), grupa zachodnia (frydecka)                               | Pogórze Śląskie w dorzeczu Wisły i bezpośrednie dorzecze Olzy, w granicach Śląska Cieszyńskiego (też tzw. Zaolzie)                                                                  | gwara cieszyńska                                   |
| Oleśniacy, Kluczborzany, Zalesiocy, Szabloki, Sieblocy | Oleśniacy, Kluczborzany, Zalesiocy, Szabloki, Sieblocy                                 | Lublinieckie, Oleskie, Kluczborskie | gwary namysłowskie, gwary oleskie, gwary sycowskie |
| Hazacy                                                 | –                                                                                      | część powiatu rawickiego | gwary hazackie                                     |

## Tożsamość kulturowa
Odrębność kulturowa autochtonicznych Ślązaków polega na silnie rozwiniętym, niemalże materialnym poczuciu tożsamości, które wyraża się w więziach regionalnych, elementach kultury i szczególnie używaniu gwar śląskich. Tożsamość kulturowa Ślązaków została utrwalona w wyniku zmiennych losów historycznych, a także pogranicznego charakteru społeczności.
Przy analizowaniu sytuacji socjologicznej panującej na początku XX wieku podkreśla się, że Ślązacy ze Śląska Opolskiego nie posiadali rozwiniętej świadomości narodowej i przekonania o uczestnictwie we wspólnocie narodowej. Elementem jednoczącym tę zbiorowość była więź regionalna. Poza nieliczną grupą otwarcie manifestującą swą polskość, autochtoniczni Ślązacy ze Śląska Opolskiego pielęgnowali swe polskie elementy kulturowe nie jako wyraz łączności z narodem polskim, lecz jako elementy miejscowego folkloru i swojskiej kultury, dzięki której mogli odróżnić się od Niemców.
Z drugiej strony znane są wyniki spisów narodowych z początku XX wieku (1910) gdzie 53% ludności Górnego Śląska (rejencji opolskiej) zadeklarowało język polski jako język ojczysty.
Jednym z elementów tożsamości kulturowej rodzimych Ślązaków są używane przez nich gwary, które od wieków pozwalały rozpoznawać swoich i obcych. Wzmacniają one spójność grupy, a ich wyzbycie się równoznaczne jest z porzuceniem wspólnoty. Jednakże należy zwrócić uwagę, że autochtoni z ludnością napływową używają języka literackiego, a gwarami posługują się w rodzinie i obrębie własnej zbiorowości.
Wśród autochtonicznych Ślązaków istnieje silna więź z własnym małym terytorium i jego społecznością lokalną. Badania socjologiczne przed 1990 r. wykazały jednak, że ponad 50% autochtonów na Śląsku Opolskim za ziemię rodzinną uważa swoją miejscowość lub okolice. Wykazano, że Ślązaków cechują silna orientacja lokalna i regionalna i słaba orientacja na Polskę jako ojczyznę. Charakterystyczne są przywiązanie do rodzinnych stron i niechęć do migracji w inne regiony Polski. Podstawą emocjonalnej więzi do rodzinnych stron jest silne poczucie zakorzenienia swojej rodziny, która mieszka tu od pokoleń.
Współcześnie zauważalne są przyspieszone procesy unifikacji tożsamości kulturowej Ślązaków, związane przede wszystkim z wysokim współczynnikiem urbanizacji, upowszechnieniem się kultury masowej, migracjami oraz łatwym dostępem do informacji.

## Mowa

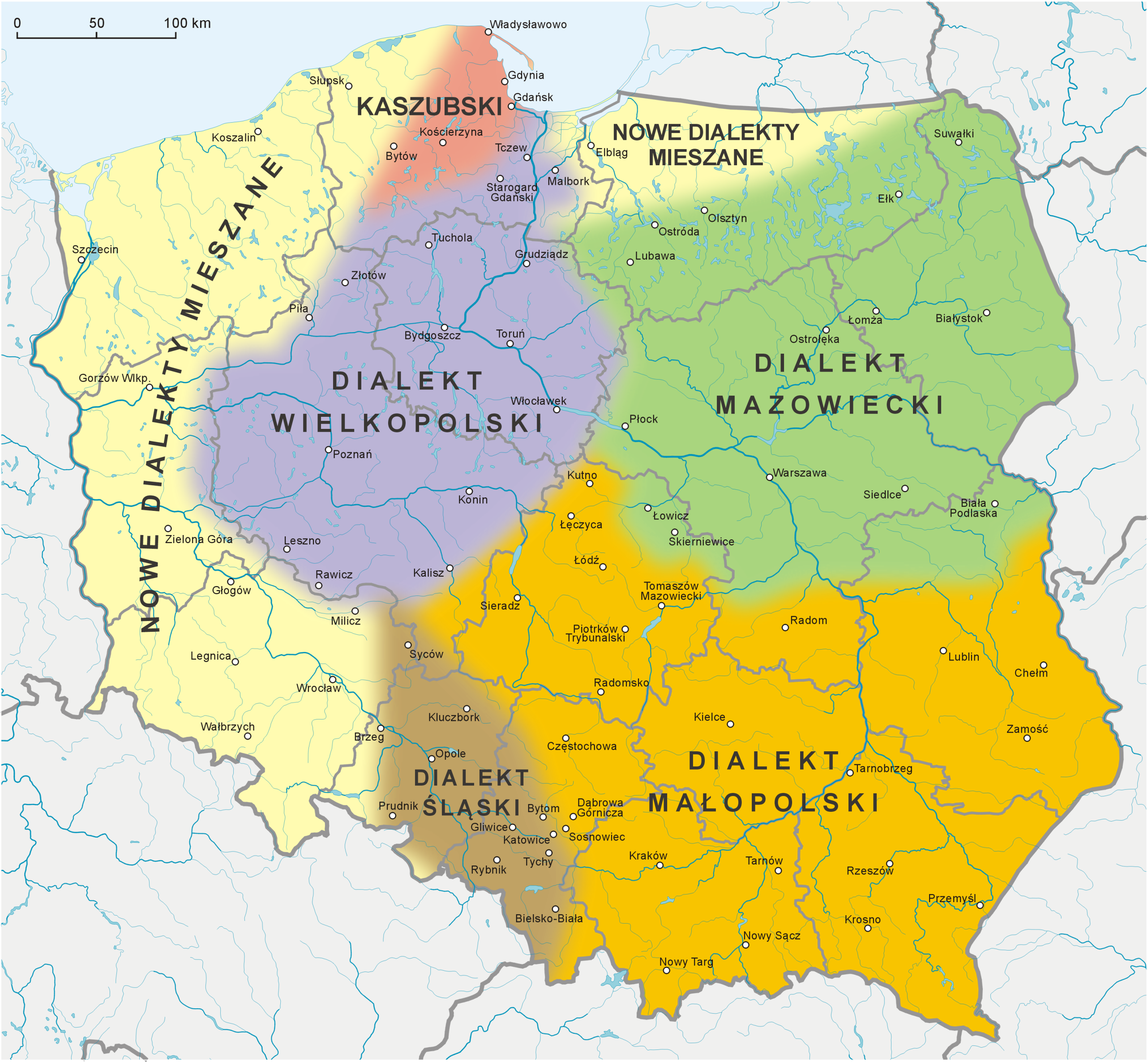
Mapa dialektów polskich według Stanisława Urbańczyka

Ślązacy posługują się etnolektem śląskim, powiązanym z językiem polskim literackim, językiem niemieckim i czeskim. Śląszczyzna od 2007 r. posiada kod ISO 639-3 „szl”. Mieszkańcy Dolnego Śląska, do czasu wysiedlenia po II wojnie światowej, posługiwali się także dialektem śląskim języka niemieckiego do dziś używanego w Niemczech, Górnych Łużycach oraz przez mniejszość niemiecką w Polsce – posiada on kod ISO 639-3 „sli”.

## Demografia
W początkach XIX wieku Śląsk Pruski zamieszkiwali Niemcy, Polacy, Czesi, Morawianie, Łużyczanie i Żydzi. Georg Hassel podaje szczegółowe dane dot. struktury narodowościowej (Nationalverschiedenheit) całej prowincji i poszczególnych rejencji w swojej pracy z 1823 roku:
| Grupa etniczna | wg Georga Hassela | %    | wg S. Platera   | %    | wg T. Ładogórskiego | %    |
| -------------- | ----------------- | ---- | --------------- | ---- | ------------------- | ---- |
| Niemcy         | 1561570           | 75,6 | 1550000         | 70,5 | 1303300             | 74,6 |
| Polacy         | 444000            | 21,5 | 600000          | 27,3 | 401900              | 23,0 |
| Łużyczanie     | 24500             | 1,2  | 30000           | 1,4  | 900                 | 0,1  |
| Czesi          | 5500              | 0,3  |                 |      | 32600               | 1,9  |
| Morawianie     | 12000             | 0,6  |                 |      |                     |      |
| Żydzi          | 16916             | 0,8  | 20000           | 0,9  | 8900                | 0,5  |
| Łącznie        | ok. 2,1 miliona   | 100  | ok. 2,2 miliona | 100  | ok. 1,8 miliona     | 100  |

Spis z 1910 wykazał blisko 582 tys. osób podających język polski jako ojczysty i ponad 51 tys. polski i niemiecki (dwujęzyczni). Przeprowadzane spisy ludności podporządkowane były celom politycznym, spis z roku 1925 wykazał już tylko ponad 151 tys. osób podających język polski jako ojczysty i 384 tys. dwujęzycznych. Był to wynik polityki germanizacyjnej, presji politycznej, ekonomicznej i administracyjnej.
Na obszarze przyłączonym do Polski w 1945 r., tj. Śląsku Opolskim i Dolnym Śląsku, w chwili zakończenia działań wojennych wśród niemieckiej ludności przetrwało 891 117 osób określonych jako „polska ludność rodzima” – z czego na Śląsku Opolskim 827 500 oraz 63 617 w woj. wrocławskim (dużym).
Według danych z 15 września 1946 r. na Śląsku Opolskim polska ludność rodzima obejmowała 850 tys. osób, a w (dużym) woj. wrocławskim 15 tys. osób zweryfikowanych.
Po 1945 r. na Śląsku mieszkało 850 tys. zweryfikowanych autochtonów z niemieckiej części Śląska oraz 1,2 mln autochtonów z polskiej części Górnego Śląska. Znaczna część pozytywnie zweryfikowanych Ślązaków ze Śląska Opolskiego wyemigrowała po wojnie za granicę lub poczuwa się dziś do narodowości niemieckiej. W dużo większym stopniu do Niemiec wyjechała ludność ewangelicka, co przyczyniło się do zaniku gwar sycowskich, czy gwar namysłowsko-kluczborskich.
W 1991 r. podczas spisu powszechnego w Czechosłowacji narodowość śląską zadeklarowało 44 446 osób, głównie na Śląsku Opawskim, gdzie nie było możliwości zadeklarowania narodowości polskiej.

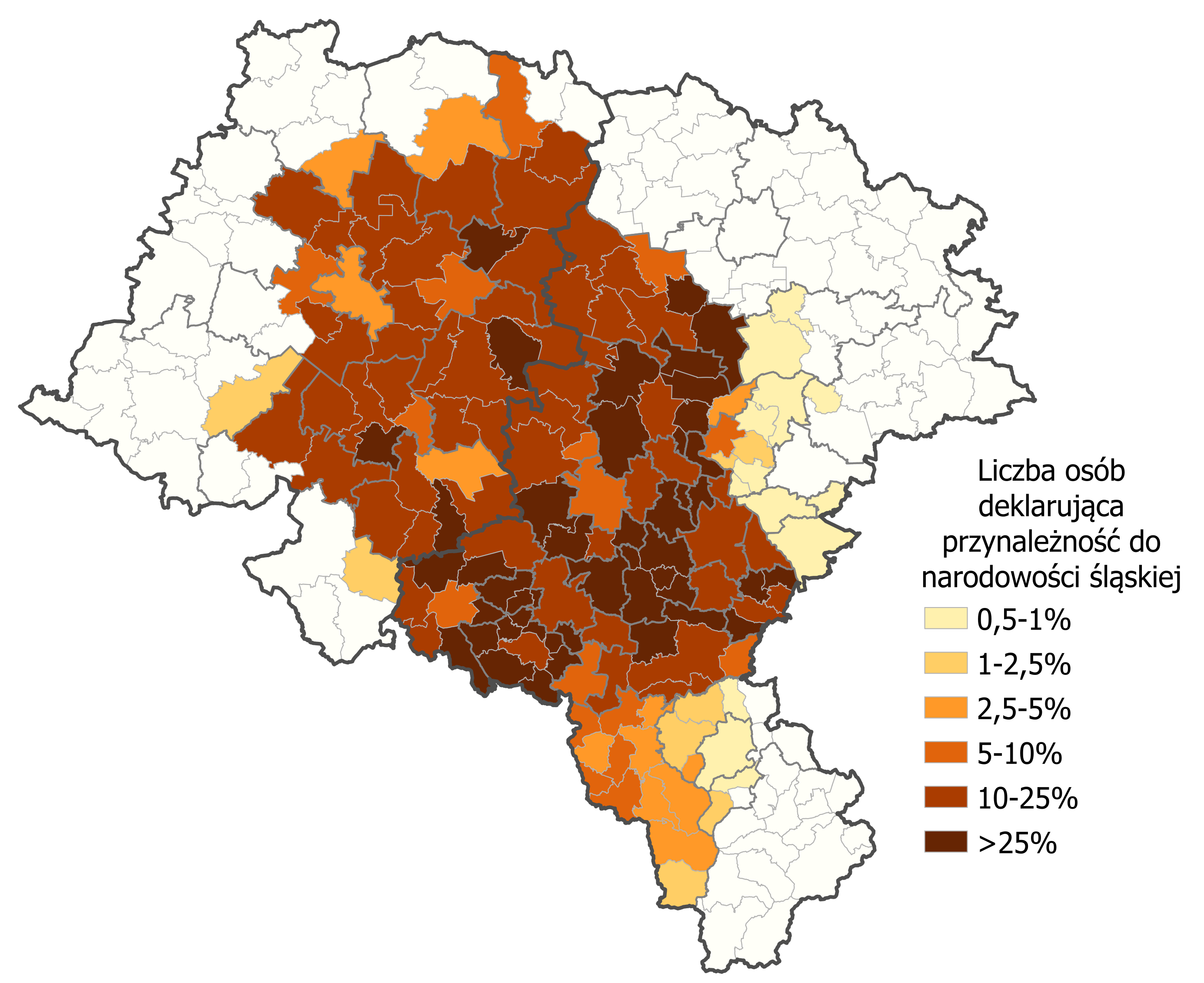
Odsetek osób deklarujących narodowość śląską w gminach województw opolskiego i śląskiego na podstawie danych ze spisu powszechnego z 2021

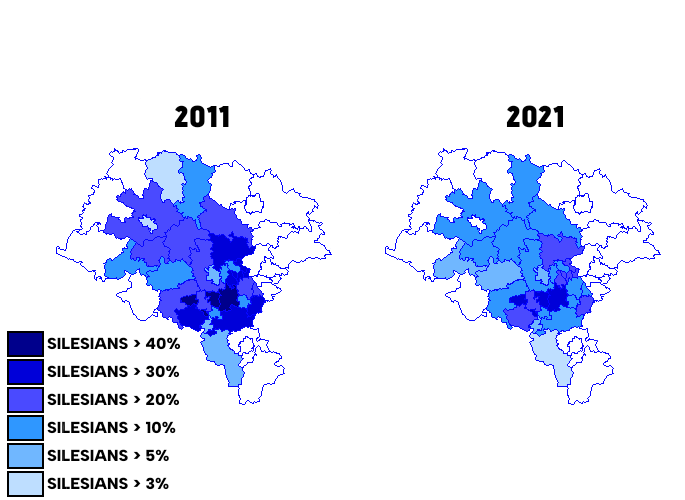
% Ślązaków w powiatach województwa opolskiego i śląskiego w 2011 i 2021

W czeskim spisie powszechnym w 2011 narodowość śląską zadeklarowało 12 231 osób, z tego najwięcej w kraju morawsko-śląskim – 11 317. W 2001 r. w spisie powszechnym wśród obywateli Czech – 10 878 osób zadeklarowało narodowość śląską, a 51 968 obywateli narodowość polską. Najwięcej obu rodzajów deklaracji było w kraju morawsko-śląskim, tj. 9753 osób deklarujących narodowość śląską oraz 38 908 osób deklarujących narodowość polską. W powiecie Opawa, którego część obszaru należy historycznie do Śląska Opawskiego było 4486 osób deklarujących narodowość śląską i 297 osób deklarujących narodowość polską. Natomiast w powiatach: Frýdek-Místek oraz Karviná, których część obszarów należy historycznie do Śląska Cieszyńskiego było łącznie 3580 osób deklarujących narodowość śląską oraz 37 117 osób deklarujących narodowość polską. Choć we współczesnych Czechach to obywatel deklaruje swoją narodowość podczas spisu, oficjalne stanowisko rządu czeskiego mówi, iż Ślązacy nie spełniają wymogów potrzebnych do określenia ich jako odrębną mniejszość narodową, ale traktowani są jako mniejszość etniczna.
W 2002 r. podczas Narodowego Spisu Powszechnego, narodowość śląską w polskiej części Śląska zadeklarowały 173 153 osoby, w tym 148,5 tys. mieszkańców województwa śląskiego i 24,2 tys. osób w województwie opolskim. W 2002 r. na obszarze polskiej części Śląska Cieszyńskiego (powiat cieszyński, powiat bielski, Bielsko-Biała) narodowość śląską zadeklarowało 1045 osób. Zarzuty nierzetelności rachmistrzów przy Narodowym Spisie Powszechnym w 2002 r. podnosili: Ruch Autonomii Śląska (uważający dane ze spisu za zaniżone), przewodniczący Zjednoczenia Łemków oraz przedstawiciele Związku Ukraińców w Polsce.
W 2011 r. podczas Narodowego Spisu Powszechnego, narodowość śląską lub przynależność do śląskiej wspólnoty etnicznej w polskiej części Śląska zadeklarowało 809 000 osób, w tym 362 tys. osób zadeklarowało ją jako jedyną narodowość, 56 tys. jako pierwszą przy zadeklarowaniu również drugiej narodowości, 391 tys. jako drugą narodowość lub wspólnotę etniczną. Najwięcej osób deklarujących przynależność do narodowości śląskiej lub do śląskiej grupy etnicznej mieszka w województwach śląskim i opolskim. W województwie śląskim w spisie powszechnym było 700 000 deklaracji śląskich, w tym 318 000 deklaracji wyłącznie śląskich oraz 382 000 deklaracji podwójnej identyfikacji (w tym 370 000 identyfikacji śląsko-polskich). W województwie opolskim deklaracji śląskich było łącznie 100 000, z czego 41 000 wyłącznie śląskich i 39 000 śląsko-polskich.
W 2021 r. podczas polskiego Narodowego Spisu Powszechnego śląską identyfikację narodowo-etniczną zadeklarowało 585 700 osób (spadek o 30,9% wobec spisu z 2011 roku), w tym 231,8 tys. osób jako identyfikację pierwszą (spadek o 47% wobec spisu z 2011 r.), a 353,9 tys. jako identyfikację drugą.

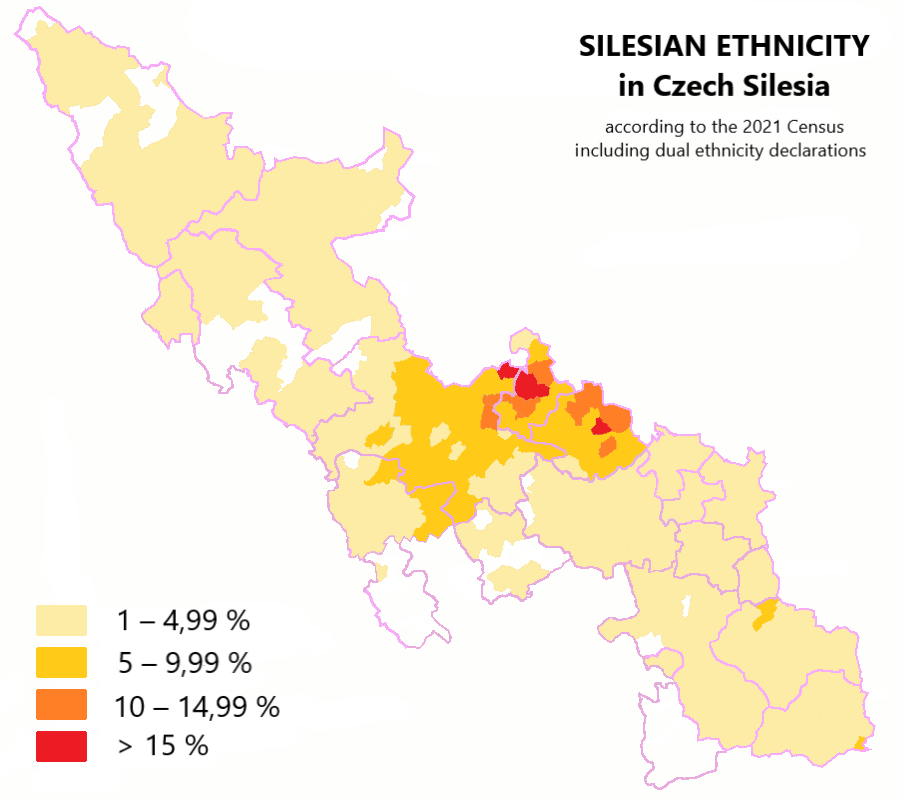
Odsetek deklarujących narodowość śląską na czeskim Śląsku w 2021

Podczas spisu powszechnego w Czechach w 2021 narodowość śląską zadeklarowało 31 301 osób, z tego 12 451 jako jedyną. Na obszarze historycznego Śląska mieszkało 27 218 z nich (11 193 licząc wyłącznie deklaracje pojedyncze), co stanowiło 2,67% mieszkańców regionu (1,09% licząc wyłącznie deklaracje pojedyncze). Najwięcej zadeklarowanych Ślązaków mieszkało na ziemi hulczyńskiej (6291 osób stanowiących 9,70% populacji), gdzie znajdowały się też jedyne miejscowości, gdzie liczba śląskich deklaracji narodowościowych przekroczyła 15%: Darkovice (18,59%), Kobeřice (16,13%) i Hněvošice (16,02%). W liczbach bezwzględnych gminami o największej liczbie Ślązaków były miasta Ostrawa (3173 osób), Opawa (2989 osób) i Trzyniec (1154 osób). 
Na Słowacji w czasie spisu w 2021 roku narodowość śląską zadeklarowało 117 osób.
Ślązaków jako grupę etniczną wymienia The World Factbook.

## Etnonimia
Nazwa Ślązacy jest związana etymologicznie z nazwą rzeki dzisiaj zwanej Ślęzą i góry dzisiaj nazywanej Ślęża. Góra ta była miejscem kultu od czasów prehistorycznych. Ślężanami określono w IX wieku plemię zachodniosłowiańskie z terenu dzisiejszego Dolnego Śląska. Następnie w X wieku nazwę tę przejął cały obszar dorzecza górnej i środkowej Odry. Istnieje również alternatywna polska etymologia łącząca nazwę Śląska z wyrazem slęg (oznaczający wilgotny, mokry). Polska literatura z XIX i XX wieku, Ślązakami określa autochtoniczną ludność zamieszkującą Śląsk.

### Etnonimia lokalna
Do połowy XVIII wieku Królestwo Prus opanowało większą część Śląska. Spowodowało to powstanie określeń Ślązaków z pruskiej Prowincji Śląsk, tj. Prusaków, Prusoków. Określenia te stosują Ślązacy ze Śląska Cieszyńskiego, którego dawne Księstwo Cieszyńskie pozostawało w Cesarstwie Austriackim (a następnie w Austro-Węgrzech). Mieszkańców Śląska Cieszyńskiego określa się mianem Cysaroków, Cesaroków, Cysarou’cy lub rzadziej Kajzeroków. Określenia te były i są stosowane głównie na dawnych obszarach przygranicznych, gdzie posługiwali się nimi śląscy sąsiedzi po obu granicach.
Znanym szerzej etnonimem powstałym na początku XX wieku są Hanyse, Hanysy (od imienia Hans, Johannes = Jan), którym określa się Ślązaków z Górnego Śląska. Nazwy tej używają tzw. Zagłębiacy z małopolskiego Zagłębia Dąbrowskiego, ale także mieszkańcy Śląska Cieszyńskiego (Cysaroki).
W okresie międzywojennym Ślązacy z Górnego Śląska często nazywali osoby przybyłe ze Śląska Cieszyńskiego na Górny Śląsk pejoratywnym określeniem Gorol. W gwarze śląsko-cieszyńskiej nie wykształciło się określenie gorol w rozumieniu górnośląskim.
Po II wojnie światowej nazwa Gorole określała ludność napływową z pozostałych regionów Polski. Określano tak osoby, które przyjechały na Śląsk za pracą, przeważnie mieszkające w blokach. Osadników określano także jako m.in. Poloki, Werbusy, Chachary. Ludności napływowej z różnych regionów Ślązacy nadawali etnonimy np. z Warszawskiego – Krawaty, Krawaciarze, z Krakowskiego – Lajkoniki, Centusie, Krakusy, Kopidoły. Coraz częściej są zawierane małżeństwa między autochtonicznymi Ślązakami i ludnością napływową. Dzieci z takich związków określa się jako Krojcoki.
Helmuty, Helmuciki to określenie Ślązaków, którzy wyemigrowali do Niemiec (do rajchu).
W 1920 r. nastąpił podział Śląska Cieszyńskiego między dwa państwa: Polskę i Czechosłowację (obecnie Czechy). Zdarzenie to przyczyniło się do szeregu zmian, poza oczywistymi jak zerwanie więzi społecznych oraz rodzinnych ludności dawnego Księstwa Cieszyńskiego, także m.in. powstaniu terminu Zaolzie, oraz utożsamiających się z nim tzw. Zaolziaków (Zaolzioki). Do Zagłębia Ostrawsko-Karwińskiego została sprowadzona ludność z „głębi” Czechosłowacji, a odsetek ludności rdzennej określającej się jako Polocy (Polacy) lub Ślónzocy zaczął topnieć i choć często podkreślają oni swoją tutejszość, często uważani są za element napływowy, obcy.

## Historia
Zdaniem części polskich historyków prasłowiański charakter ma już osadnictwo kultury łużyckiej na Śląsku. Zupełnie odmienne zdanie prezentuje większość współczesnych polskich archeologów, odrzucając związki kultury łużyckiej ze Słowianami, czy hipotetycznymi Prasłowianami.
W starożytności tereny Śląska zamieszkiwały ludy celtycko-germańskie (Bojowie, Lugiowie, Wandalowie, Goci). Od VII w. n.e. teren Śląska znalazł się bezsprzecznie w zasięgu kultury słowiańskiej. Późniejsze źródła historyczne (m.in. Geograf Bawarski, Dokument praski) wymieniają z nazwy następujące plemiona: na zachodzie Dziadoszanie wraz z Bobrzanami nad rzeką Bóbr, dalej Ślężanie wokół Ślęży, Trzebowianie na północ od nich, Opolanie na wschód, Głubczyce na południu i Golęszycy w dorzeczu górnej Odry.
Beskid Śląski pozostawał przez 600 lat poza Polską i poddany był penetracji czeskiej i niemieckiej, jednak był najmniej wynarodowioną częścią Śląska, a wsie beskidzkie zachowały czystą śląską mowę i obyczaje. Przepływ ludności nie odbywał się jednakże tylko w jednym kierunku: z Niemiec na Śląsk. Śląsk był regionem demograficznie prężnym i emigracja Ślązaków powodowała zmiany demograficzne w innych regionach. Na przykład typowy Berlińczyk w 1938 roku był anegdotycznie Ślązakiem (ostflucht).

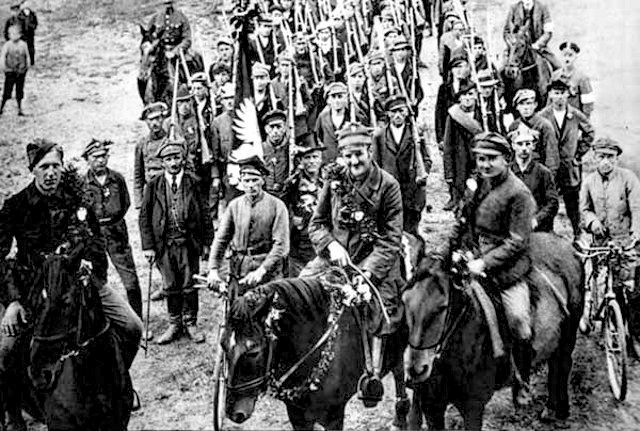
Oddział powstańców śląskich

Po I wojnie światowej na Górnym Śląsku wybuchły trzy powstania śląskie, Ślązacy zależnie od poglądów walczyli po stronie proniemieckiej lub propolskiej.
Według Wojciecha Korfantego, w okresie międzywojennym 1/3 ludności w polskiej części Górnego Śląska nie miała skrystalizowanej świadomości polskiej lub niemieckiej i określała się po prostu jako Ślązacy. Niektórzy, którzy wcześniej popierali Polskę, rozczarowani polityką polskich władz nierzadko akcentowali swoją śląskość lub niemieckość.
W 1937 polski aparat państwowy przeprowadził spolszczanie obcojęzycznych nazwisk Ślązaków na polskie, tytułem naprawy błędu przy zapisie nazwiska. Przykładowy zapis w akcie urodzenia: „Na podstawie § 18 obwieszczenia z dnia 25.3.1899 r. (Dz. U. Rz. Niem. s. 225) i art. XVI protokołu końcowego do Konwencji Genewskiej z dnia 15.05.1922 r. oraz za zezwoleniem Starostwa w Rybniku z dnia 14.12.1936 r. nr A.9/M.103 prostuje widoczny błąd pisowni nazwiska (...)”.

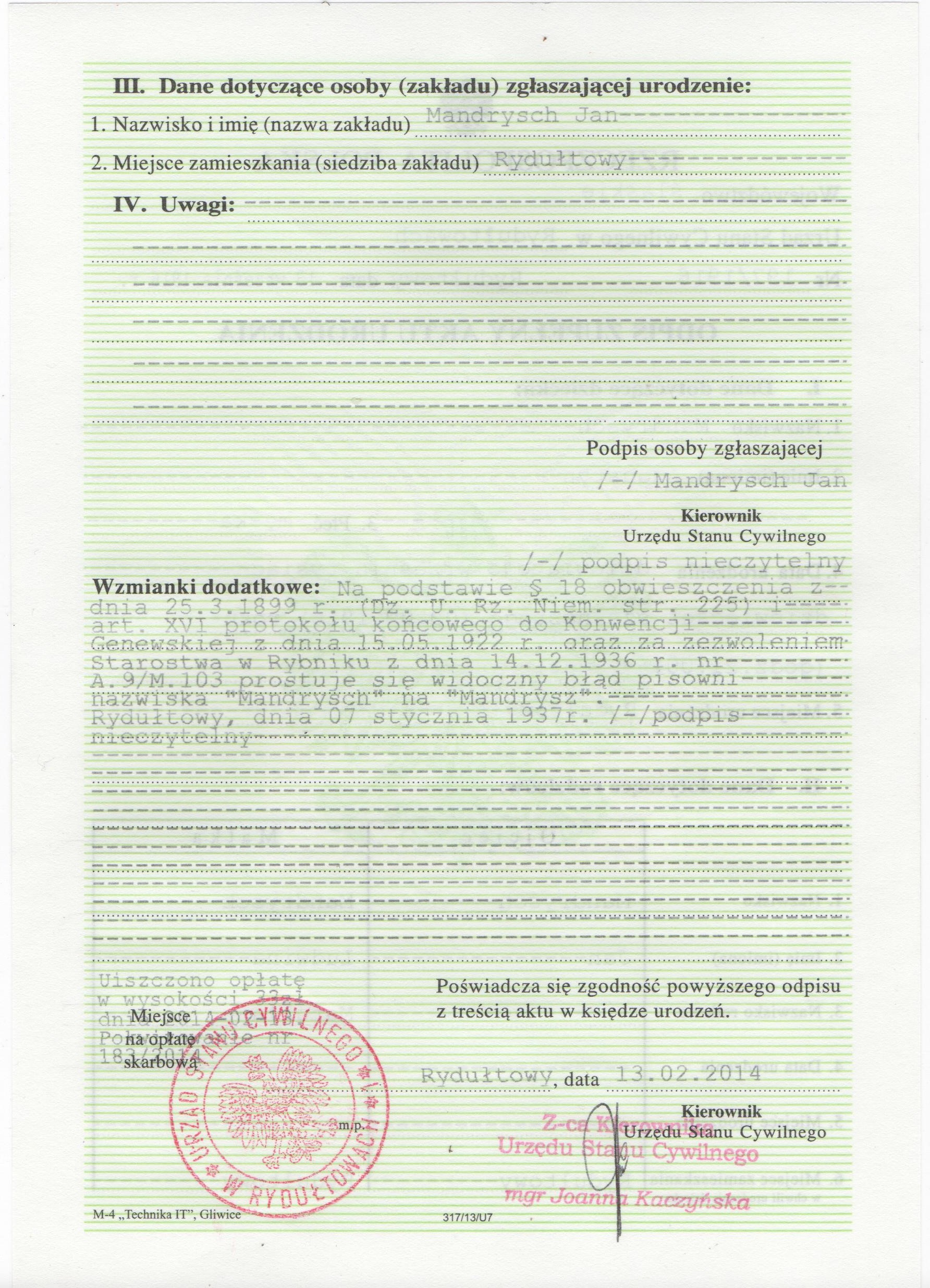
Druga strona odpisu aktu urodzenia ze spolszczonym nazwiskiem w 1937 roku przez polski aparat państwowy

W czasie II wojny światowej, władze III Rzeszy wprowadziły spis ludności. Odnotowywano wtedy przypadki wypełniania rubryki narodowościowej jako „Schlonsaken” lub „Oberschlesier”, jednak na podstawie rozporządzenia z marca 1941, wpis taki był skreślany. Ludzie, którzy wypełnili tak rubrykę musieli otrzymać jedną z innych czterech grup narodowościowych. Osoby te ze względu na bycie autochtonami, najczęściej otrzymywały 3 kategorię. Według raportów policji niemieckiej w grupach III i IV DVL powszechne były pozytywny stosunek do Polski oraz posługiwanie się językiem polskim.
Po II wojnie światowej, zgodnie z ustaleniami mocarstw w czasie konferencji poczdamskiej, postanowieniem Sojuszniczej Rady Kontroli Niemiec z 20 listopada 1945 oraz umowami dwustronnymi przedstawicieli rządu polskiego z brytyjską Armią Renu, władzami radzieckiej strefy okupacyjnej i innymi reprezentantami aliantów, niemieckojęzyczna ludność Śląska (który stał się częścią Polski) została przesiedlona do Niemiec. Przesiedlono również do Niemiec niemieckojęzycznych mieszkańców Śląska Czeskiego. W wyniku obu tych wydarzeń została wysiedlona prawie cała ludność Dolnego Śląska i znaczna część mieszkańców Górnego Śląska. Część z nich podjęła działalność w ziomkostwach (Ziomkostwo Śląsk, Ziomkostwo Górnoślązaków).
Prześladowania w pierwszych latach po II wojnie światowej, które w założeniu miały dotknąć aktywną część ludności niemieckiej z okresu III Rzeszy, w praktyce objęły również wszystkich Niemców i Ślązaków bez względu na ich postawę w czasie wojny oraz Polaków nie popierających władz komunistycznych (np. Obóz Zgoda w Świętochłowicach), w opinii społecznej Śląska zostało to źle przyjęte. Z ustaleń niektórych historyków zajmujących się dziejami Śląska podaje się, iż w komunistycznych obozach (1945–1948), zarządzanych przez władze sowieckie lub polskie, zmarło z wskutek chorób, wycieńczenia lub wręcz zostało bestialsko wymordowanych od kilkunastu do kilkudziesięciu tysięcy Ślązaków, w tym kobiet i dzieci, a nawet niemowląt. Wielu Niemców górnośląskich i Ślązaków niemieckojęzycznych wyemigrowało lub zostało wypędzonych. Od lutego do kwietnia 1945 roku władze radzieckie wywiozły kilkadziesiąt tysięcy mieszkańców do ZSRR jako pracowników przymusowych, z których większość już na Śląsk nie wróciła.
Wypowiedzi w tekstach autobiografii i pamiętników rdzennych mieszkańców Górnego Śląska, odnoszące się do lat II wojny światowej i bezpośrednio po niej, według socjolog Antoniny Kłoskowskiej wykazują występowanie poczucia odrzucenia zarówno przez Niemców w okresie wojny, jak i przez Polaków po powrocie z wojennej tułaczki. Ze strony Polaków spotykała Ślązaków niechęć, bywali też stygmatyzowani mianem „szwabów” czy „hitlerów”, zwłaszcza przez repatriantów z Kresów Wschodnich.
W czasach PRL zakazywano używania mowy śląskiej w szkołach i urzędach, a także nie dopuszczano do nauki języka niemieckiego osób w wieku szkolnym. Traktowano Ślązaków z podejrzliwością, cechującą niektórych skrajnych polityków. Ślązakom nie podobał się również napływ nowej ludności z Kresów Wschodnich oraz Zagłębia (później także z Polski centralnej), a zwłaszcza preferowanie jej przy obsadzaniu urzędów przez władze komunistyczne. Przybysze stanowili także znaczną większość wśród kadry kierowniczej. Było to spowodowane celową polityką polonizacji terenów Górnego Śląska, prowadzoną przez władze centralne. Nie uwzględniono przy tym faktu, że kultura niemiecka stanowiła immanentną część tożsamości Górnoślązaków. W rezultacie akcja „repolonizacyjna” przyniosła efekt odwrotny do zamierzonego, to jest wzrost postaw proniemieckich, również w rodzinach popierających dawniej opcję polską.

## Kultura

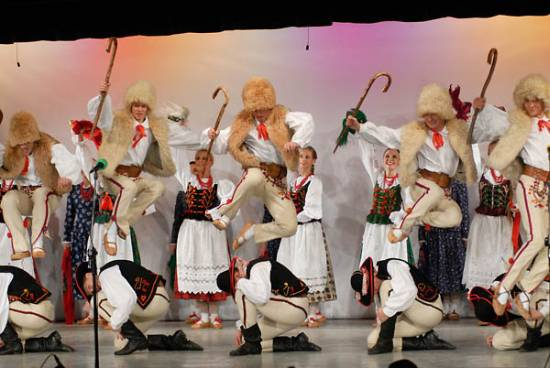
Zespół Pieśni i Tańca „Śląsk” podczas inauguracji sezonu w 2006 r.

Wśród Ślązaków istnieje duże przywiązanie do własnej tradycji i kultury.

### Zwyczaje i tradycje
Autochtoniczna ludność z Górnego Śląska obchodzi tylko urodziny (geburstak, gyburstak), Ślązacy nie obchodzą imienin. Wyjątkami są Barbórka (4 grudnia – imieniny Barbary, patronki górników), uroczyście obchodzona już w XIX wiekui 4 maja (imieniny Floriana – patrona hutników). W śląskich kopalniach i hutach często w imieniny patrona (św. Barbary i św. Floriana) wypłacane jest dodatkowe wynagrodzenie (w zależności od prosperowania zakładu może to wynieść całą dodatkową miesięczną pensję). Tradycyjnie takie dni są wolne od pracy i rozpoczynają się od mszy w kościele, następnie jest pochód (z hutniczą / górniczą orkiestrą) i na końcu piknik bądź festyn.. Po Barbórce na Śląsku obchodzi się dzień św. Mikołaja – święto to dotarło w te rejony z Europy Zachodniej; dzieci obdarowywane są wówczas prezentami.
Szczególnie uroczyście obchodzi się 50. urodziny, tzw. Abrahama.
Inną, charakterystyczną dla Śląska tradycją imprezową, jest tzw. babski comber. W przeszłości była to zabawa przeznaczona wyłącznie dla kobiet, połączona m.in. z pochodem przez miejscowość i przebieraniem się. Obecnie nadal przeważnie biorą w niej udział tylko kobiety.
Dzień lub kilka dni przed ślubem odbywa się tzw. polterabend – znajomi państwa młodych przynoszą pod dom pani młodej talerze i inne elementy zastawy i tłuką je na progu (przyszła pani młoda powinna je posprzątać). Współcześnie zamiast tłuczenia przynosi się także już same skorupy w worku i potrząsa się nimi tak długo, aż pani młoda wyjdzie z poczęstunkiem.
Typowe dla Ślązaków jest używanie odmiennych form grzecznościowych w zależności od stopnia pokrewieństwa oraz szacunku należnego danej osobie. Do rodzeństwa i rówieśników Ślązacy mówią (godają) „za jedno”, czyli: (ty) „weź”, „jesteś”, do rodziców, wujostwa czy np. przełożonych w pracy „za dwoje”, czyli: (wy) „weźcie”, „jesteście”; do dziadków, pradziadków i osób starszych zwracają się „za troje”: „wezmą” (oni), „są” (oni). Odmienia się wyłącznie czasownik, zatem poprawna śląska forma to „dziadek wezmą”, a nie „dziadki wezmą”.
Podczas wieczerzy wigilijnej na śląskim stole pojawia się dziewięć lub dwanaście potraw, w tym typowe dla Śląska: siemieniotka, moczka i makówki. Opłatek, w przeszłości znany tylko w południowo-wschodniej części Górnego Śląska, obecnie, wraz z przybyciem ludności napływowej, jest powszechny w całym regionie.
W okolicach Opola w nocy przypadającej z Wielkiej Soboty na Niedzielę Wielkanocną popularne jest malowanie sąsiadom lub znajomym okien wapnem, tak, aby nie zostać złapanym. Innym zwyczajem robienia psikusów w tę noc jest podmienianie furtek wejściowych na podwórko.
Dzieci idące po raz pierwszy do szkoły dostają od rodziców róg obfitości zwany tytą – wypełniony słodyczami.
W niedzielę Wielkanocną zajączek przynosi prezenty i chowa je w ogródkach, gdzie szukają ich głównie dzieci. Z kolei w wigilię prezenty pod choinkę przynosi Dzieciątko (Mikołaj prezenty przynosi 6 grudnia).

### Zabawy
Popularnymi rozrywkami wśród Ślązaków są biesiady piwne, chów i hodowla gołębi oraz papug i kanarków (w domu), a także gra w skata i w tysiąca. Przy grach karcianych używa się kart polskich, zaś Ślązacy używają pochodzących z języka niemieckiego nazw kolorów karcianych: czerwień (odpowiednik kierów z kart francuskich) to herce, dzwonek (czyli karo w kartach francuskich) to szele, żołądź (trefle w kartach francuskich) to krojce, a wino (piki w kartach francuskich) to griny.

### Pieśni i tańce
Innym składnikiem śląskich zabaw są pieśni i tańce, do najbardziej znanych pieśni należą: „Dzieweczko ze Śląska”, „Szła dzieweczka”, Poszła Karolinka do Gogolina, „Wczoraj była niedzieliczka”, „Dzióbka dej”, „Skokoł wróbel po desce”, „Karliku”…
Do tańców należą m.in.: trojak, mietlorz, drybek, waloszek, staro baba, koziorajka, gąsior.

### Stroje ludowe

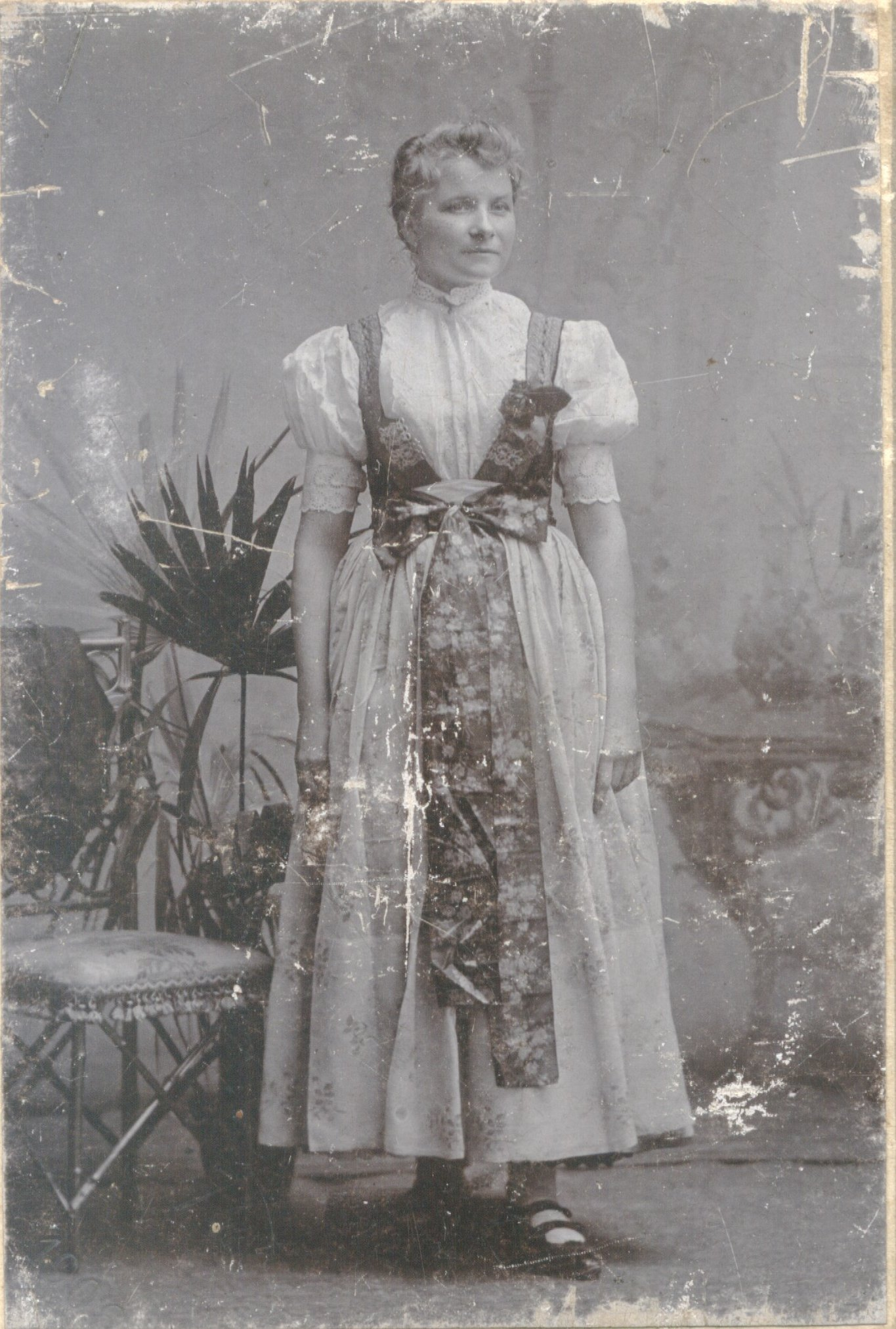
Kobieta w stroju cieszyńskim, Cieszyn 1914

Stroje ludowe z obszaru Dolnego Śląska:
- strój jeleniogórski
- strój kaczawsko-nadbobrzański
- strój karkonoski
- strój kłodzki
- strój wałbrzyski
- strój wrocławski
- stroje głogowskie (osobna grupa)
- strój z rejonu Nysy

Stroje ludowe z obszaru Górnego Śląska:
- strój cieszyński
- strój pszczyński
- strój raciborski
- strój rozbarski (górzański, rozbarsko-bytomski)
- strój Jacków jabłonkowskich
- stroje Górali śląskich
- strój Lachów śląskich